# Erik Lindén
Erik Arvid Lindén (ur. 28 lipca 1880 w Lindesbergu, zm. 16 września 1952 w Sztokholmie) – szwedzki żeglarz, olimpijczyk.
Na regatach rozegranych podczas Letnich Igrzysk Olimpijskich 1912 wystąpił w klasie 10 metrów zajmując 4 pozycję. Załogę jachtu Marga tworzyli również Erik Waller, Arvid Perslow, Wilhelm Forsberg, Björn Bothén i Bertil Bothén.